# The 5.6.7.8's
The 5.6.7.8's (ザ・ファイブ・シックス・セブン・エイツ) est un groupe japonais féminin de rock, originaire de Tokyo. Formé en 1986, il est composé de trois musiciennes, et sa musique est un mélange de surf rock américain et de garage rock. Le groupe compte au total sept albums studio, un best-of, et un album live.

## Biographie
The 5.6.7.8's, composé de Sachiko Fujiyama et Yoshiko Ronnie Fujiyama, deux sœurs qui partagent une même passion pour le rock 'n' roll, est formé en 1986 avec deux autres membres. À l'origine, le groupe était constitué de Yoshiko à la voix et à la guitare, Rico à la seconde guitare, Yoshie à la guitare basse et Sachiko à la batterie.
Leur premier album studio, The 5.6.7.8's Can't Help It!, est enregistré en 1991, et publié à l'international cette même année (sauf aux États-Unis, où il est publié en 1992). À cette période, le groupe commence à tourner en Australie et en Amérique publiant le single The Spell Stroll dans le label français Wee Records. Au Japon, elles publient l'EP I Was a Teenage Cave Woman en 1992, et Pin Heel Stomp (1997). En 1997, Fujiyama se sépare temporairement du groupe et publie un single solo intitulé Coney Island.
Après de nombreuses modifications de la formation et le départ de Rico et Yoshie, le groupe devient un trio. Les deux sœurs, Yoshiko et Sachiko, sont toujours les principales actrices du groupe. Akiko Omo rejoint par la suite le groupe en tant que bassiste, alors qu'elle en avait déjà fait partie au début des années 1990. Le groupe ne publie rien entre les années 1998 et 2002, effectuant à la place de grandes tournées au Japon, en Amérique, en Australie, en Nouvelle-Zélande, et en Europe.
Le groupe participe à la bande originale du film Kill Bill : Volume 1 (2003), de Quentin Tarantino. Les musiciennes, qui apparaissent dans le film interprétant leur propre rôle, y jouent dans un izakaya l'une de leurs chansons les plus populaires, Woo Hoo, qui est une reprise de celle de George Donald McGraw, créée en 1959 par The Rock-A-Teens et reprise par de nombreux artistes (entre autres, en France, sous le titre Yeah Yeah dans l'album Chauds, sales et humides par Les Wampas). Cette apparition leur permet d'atteindre une plus grande renommée, en faisant découvrir à un large public une musique rythmée aux influences boogie-woogie. La chanson Woo-hoo atteint la 28e place de l'UK Singles Chart en 2004. La chanson qui suit, I'm Blue, gagne la 71e place deux mois plus tard.
À la suite de leur apparition dans Kill Bill : Volume 1, le groupe apparait également dans Gilmore Girls. The 5.6.7.8's participent par la suite à la bande originale de Fast and Furious: Tokyo Drift (2006), avec leur titre Barracuda.
En 2012, elles apparaissent au festival Girls Got Rhythm de St. Paul, dans le Minnesota avec notamment Ronnie Spector, The Muffs, Nikki Corvette et L'Assassins. À la mi-2016, le groupe effectue une tournée en passant notamment en Espagne le 24 novembre à la salle El Sol (Madrid), le 25 novembre à Las Armas (Saragosse) et le 26 novembre à La 2 de Apolo (Barcelone).

## Discographie
- 1991 : The 5.6.7.8's Can't Help It!
- 1994 : The 5.6.7.8's
- 1995 : Bomb the Twist
- 1997 : Pin Heel Stomp
- 2002 : Teenage Mojo Workout
- 2003 : Bomb The Rocks: Early Days Singles
- 2003 :  Best Hits of the 5.6.7.8's (best-of)
- 2011 : Live at Third Man (album live)
- 2014 : Tanuki Goten

## Filmographie
2001 : Kill Bill : Volume 1 de Quentin Tarantino : elles-mêmes